# Juan Donoso Cortés
Juan Francisco Donoso Cortés, markiz de Valdegamas (ur. 6 maja 1809 w Valle de la Serena, zm. 3 maja 1853 w Paryżu) – hiszpański pisarz i dyplomata, przedstawiciel myśli konserwatywnej w Hiszpanii w XIX wieku.
Autor Eseju o katolicyzmie, liberalizmie i socjalizmie (1851). Dowodzi w nim niemożności rozwiązania problemu ludzkiego przeznaczenia przez humanistyczne systemy filozoficzne i jednocześnie podkreśla zależność społecznego i politycznego zbawienia ludzkości od Kościoła katolickiego.

## Życiorys
Jego przodkiem był konkwistador Hernán Cortés. Donoso Cortés urodził się w Valle de la Serena lub Valdegamas (Estremadura). W wieku 11 lat ukończył edukację w zakresie nauk humanistycznych i w następnym roku rozpoczął studiowanie prawa na uniwersytecie w Salamance. W wieku 16 lat trzymał tytuł licencjata przyznany przez uniwersytet w Sewilli. W dwa lata później został profesorem literatury w kolegium w Caceres.
20 stycznia 1830 r. poślubił Teresę García Carrasco; 24 października tego samego roku urodziła się jego jedyna córka, María Josefa, która zmarła dwa lata później, 26 grudnia 1832 r. Jej matka zmarła 3 lipca 1835 r. Donoso Cortés nie ożenił się ponownie.
Od 1833 r. pełnił rozmaite funkcje administracyjne i polityczne. Był kilkakrotnie deputowanym do Kortezów i senatorem (1851-1853). W latach 1848–1849 był hiszpańskim posłem w Berlinie, a od 1851 r. w Paryżu, gdzie zmarł. W 1845 r. otrzymał tytuł markiza Valdegamas i wicehrabiego del Valle. Był także członkiem Królewskiej Akademii Historycznej i prezesem Ateneum Madryckiego.

## Myśl polityczna
Juan Donoso Cortés był myślicielem konserwatywnym, często stawianym obok Josepha de Maistre'a i Louisa de Bonalda. Jego poglądy stanowiły fundamenty dla późniejszej hiszpańskiej prawicy. W swojej słynnej „Mowie o dyktaturze” zaznaczył, iż jest zwolennikiem dyktatury, jednak w określonych okolicznościach (rewolucja). Sam mówił: wolność umarła – dając do zrozumienia, że dyktaturę traktuję jako mniejsze zło, zaznaczał, że nie ma wyboru między dyktaturą a wolnością – jest jedynie wybór między dyktaturą sztyletu (dictadura del puñal) a dyktaturą szabli (dictadura del sable) – wybiera tę drugą, ponieważ jest szlachetniejsza. Swoją postawą wobec dyktatury ukształtował sposób myślenia hiszpańskiego konserwatyzmu, że rewolucje należy poskromić za pomocą dyktatora, co przyświecało hiszpańskiej prawicy w roku 1936.

## Dzieła
- Obras de Don Juan Donoso Cortés, Marqués de Valdegamas, Ordenadas y Precedidas de una Noticia Biográfica por Gavino Tejado, Impr. de Tejado, 1854-1855:
  - Vol I.
  - Vol. II.
  - Vol. III.
  - Vol. IV.
  - Vol. V.
- Obras Completas de Donoso Cortés, Juan, Marqués de Valdegamas, 1809-1853, 2 Vols., Editorial Católica, 1946.
- Obras Completas. Edición, Introducción y Notas de Carlos Valverde, 2 Vols., Editorial Católica, 1970.

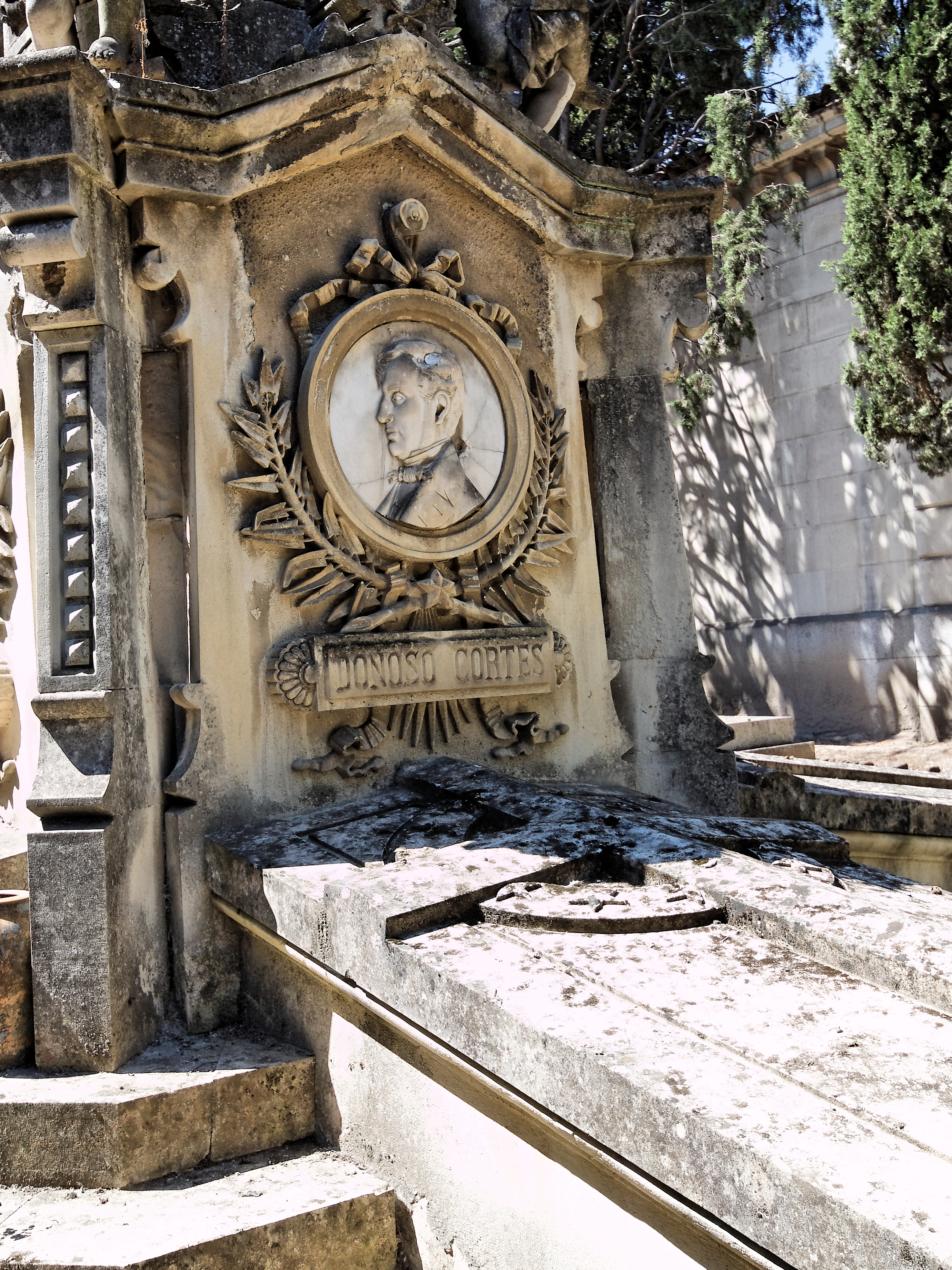
Grób Juana Donoso Cortésa w mauzoleum w Madrycie